# グラウベ・フェイトーザ
グラウベ・アラウージョ・フェイトーザ（Glaube Araújo Feitosa、男性、1973年4月9日 - ）は、ブラジル出身の空手家（極真空手三段）・元キックボクサー。ニックネームは「極真の怪物」。師匠に磯部清次、先輩にフランシスコ・フィリォ、後輩にエヴェルトン・テイシェイラをもつ。

## 来歴
極真会館ブラジル支部において、磯部清次に教えを受ける。少年時代のグラウベは長身だがガリガリに痩せた虚弱体質で、それを心配した父親と共に道場の門を叩いた。入門初期は股割りなどの柔軟運動一つにも苦労したという。
1995年11月3日 - 5日、極真会館（松井派）主催の第6回オープントーナメント全世界空手道選手権大会に出場し、8位入賞。
1998年7月18日、K-1初参戦となるK-1 DREAM '98でマイク・ベルナルドと対戦し、右フックで3ダウンとなりTKO負け。
1998年9月27日にはK-1 GRAND PRIX '98 開幕戦でGP1回戦を佐竹雅昭と対戦するも、判定負け。
1999年11月5日 - 7日、極真会館（松井派）主催の第7回全世界空手道選手権大会に出場し、4位入賞。
2000年4月、アンディ・フグに判定負け。2000年10月、ミルコ・クロコップに判定負け。2001年3月、中迫剛にブラジリアンキックでＫＯ勝ち。2002年7月、マーティン・ホルムにＫＯ負け。2002年10月、ピーター・アーツにダウンを奪われ判定負け。
K-1デビュー当初は顔面パンチ有りのK-1ルールになかなか適応できず成績は振るわなかったが、2003年頃から勝利が増え始めた。
2003年11月1日 - 3日、極真会館（松井派）主催の第8回全世界空手道選手権大会に出場し、2大会連続の4位入賞。
2004年5月30日、一撃にてアリスター・オーフレイムと一撃キックルールで対戦。右フックでダウンを奪い、最後は右アッパーで1RKO勝ち。2004年7月、ＴＯＡにブラジリアンキックでＫＯ勝ち。
2004年9月25日、K-1 WORLD GP 2004 開幕戦でアーネスト・ホーストと対戦。序盤はグラウベがペースを握っていたが、中盤からペースを握り返され、判定負け。
2005年4月30日、K-1 WORLD GP 2005 IN LAS VEGASのUSA GP1回戦では、前年度準優勝のデューウィー・クーパーから判定勝ち。準決勝ではカーター・ウィリアムスに踵落としからの膝蹴りでKO勝ち。決勝ではゲーリー・グッドリッジをブラジリアンキックでKO勝ち。USA GP優勝を果たし、GPへの出場権を獲得。
2005年9月23日、K-1 WORLD GP 2005 IN OSAKA 開幕戦でセミー・シュルトと対戦し、序盤はブラジリアンキックをシュルトの顔面にヒットさせるなどしていたが、後半盛り返され、判定負け。
2005年11月19日、K-1 WORLD GP 2005 IN TOKYO 決勝戦のリザーブマッチでゲーリー・グッドリッジに判定勝ち。ピーター・アーツの負傷棄権を受け、準決勝で武蔵と対戦し、1Rに右ストレートでダウンを奪い、2Rに左跳び膝蹴りでKO勝ち（武蔵は5年ぶりのKO負け）するも、決勝でのセミー・シュルトとの再戦では、開始48秒左膝蹴りで失神KO負け。準優勝となった。
2006年7月30日、K-1 REVENGE 2006 アンディ・フグ七回忌追悼イベントのメインで武蔵と対戦。3R終了間際に右ストレートでダウンを奪い判定勝ち。
2006年9月30日、K-1 WORLD GP 2006 IN OSAKA 開幕戦でポール・スロウィンスキーと対戦。ローキック一本で攻めるスロウインスキーに対し、手数、パンチテクニックで圧倒して、大差の判定勝ち。
12月2日、K-1 WORLD GP 2006 IN TOKYO 決勝戦では準々決勝でルスラン・カラエフと対戦し、ブラジリアンキックからのパンチ連打で1R1分11秒KO勝ち。準決勝ではピーター・アーツと対戦し、1Rにはブラジリアンキックでアーツをぐらつかせ、優位に立つが、2Rにパンチ連打でTKO負け。
2007年4月28日、K-1 WORLD GP 2007 IN HAWAIIのスーパーファイトで元GP王者のレミー・ボンヤスキーと初対戦。蹴り技最高峰の対決と言われ注目を浴びた。結果は0-2の僅差の判定負け。
2007年9月29日、K-1 WORLD GP 2007 IN SEOUL FINAL16のGP1回戦でハリッド"ディ・ファウスト"と対戦。1Rに左膝蹴り、左ストレートで2度のダウンを奪い判定勝ち。
2007年12月8日、K-1 WORLD GP 2007 FINALの準々決勝で王者セミー・シュルトと3度目の対戦。2R中盤にグラウベのブラジリアンキックがヒットしシュルトをふらつかさせるもダウンには至らず、判定負け。
2008年4月13日、K-1 WORLD GP 2008 IN YOKOHAMAのスーパーファイトでアレックス・ロバーツと対戦。2Rにブラジリアンキックで失神KO勝ち。試合後、谷川貞治K-1イベントプロデューサーは「バダ・ハリのヘビー級タイトルマッチの挑戦者候補はグラウベ」と話した。
2008年6月29日、K-1 WORLD GP 2008 IN FUKUOKAで行われたK-1ヘビー級タイトルマッチで王者バダ・ハリと対戦。パンチ連打でダウンを奪われ、最後は右フックでKO負け。王座獲得に失敗した。
2008年9月27日、K-1 WORLD GP 2008 IN SEOUL FINAL16で新鋭エロール・ジマーマンと対戦し、2度のダウンを奪われ、更にKO寸前まで追い込まれるも耐え抜き、試合終了間際にパンチ連打で猛反撃を見せるも時間切れ。大差の判定負けを喫した。
2009年3月28日、K-1 WORLD GP 2009 IN YOKOHAMAにて澤屋敷純一と対戦。1Rに2度のダウンを奪い、更に2Rに左ストレートでダウンを奪った所でタオルが投入されTKO勝利となった。
2009年9月26日、K-1 WORLD GP 2009 IN SEOUL FINAL16でエロール・ジマーマンと再戦し、0-2で僅差の判定負け。なお、グラウベはこの判定に対し「延長戦が妥当ではないか」と珍しく不満を唱えた。
その後、現役を引退する意向を表明した。
2022年、極真会館松井派は「組織の秩序を著しく乱す行為があり、2022年12月8日付で除名処分と致しました」と発表した。

## 戦績
| キックボクシング 戦績 | キックボクシング 戦績 | キックボクシング 戦績 | キックボクシング 戦績 | キックボクシング 戦績 | キックボクシング 戦績 | キックボクシング 戦績 |
| --------------------- | --------------------- | --------------------- | --------------------- | --------------------- | --------------------- | --------------------- |
| 35 試合               | (T)KO                 | 判定                  | その他                | 引き分け              | 無効試合              |                       |
| 17 勝                 | 11                    | 6                     | 0                     | 1                     | 0                     |                       |
| 17 敗                 | 6                     | 11                    | 0                     | 1                     | 0                     |                       |

| 勝敗 | 対戦相手                   | 試合結果                                      | 大会名                                                                             | 開催年月日     |
| ×    | エロール・ジマーマン       | 3R終了 判定0-2                                | K-1 WORLD GP 2009 IN SEOUL FINAL16 【WORLD GP 1回戦】                              | 2009年9月26日  |
| ○    | 澤屋敷純一                 | 2R 0:48 TKO（タオル投入）                     | K-1 WORLD GP 2009 IN YOKOHAMA                                                      | 2009年3月28日  |
| ×    | エロール・ジマーマン       | 3R終了 判定0-3                                | K-1 WORLD GP 2008 IN SEOUL FINAL16 【WORLD GP 1回戦】                              | 2008年9月27日  |
| ×    | バダ・ハリ                 | 1R 2:33 KO（右フック）                        | K-1 WORLD GP 2008 IN FUKUOKA 【K-1ヘビー級タイトルマッチ】                         | 2008年6月29日  |
| ○    | アレックス・ロバーツ       | 2R 1:58 KO（左ハイキック）                    | K-1 WORLD GP 2008 IN YOKOHAMA                                                      | 2008年4月13日  |
| ×    | セミー・シュルト           | 3R終了 判定0-3                                | K-1 WORLD GP 2007 FINAL 【WORLD GP 準々決勝】                                      | 2007年12月8日  |
| ○    | ハリッド"ディ・ファウスト" | 3R終了 判定3-0                                | K-1 WORLD GP 2007 IN SEOUL FINAL16 【WORLD GP 1回戦】                              | 2007年9月29日  |
| ×    | レミー・ボンヤスキー       | 3R終了 判定0-2                                | K-1 WORLD GP 2007 IN HAWAII 【スーパーファイト】                                   | 2007年4月28日  |
| ×    | ピーター・アーツ           | 2R 1:02 TKO（レフェリーストップ：左アッパー） | K-1 WORLD GP 2006 IN TOKYO 決勝戦 【WORLD GP 準決勝】                              | 2006年12月2日  |
| ○    | ルスラン・カラエフ         | 1R 1:11 KO（パンチ連打）                      | K-1 WORLD GP 2006 IN TOKYO 決勝戦 【WORLD GP 準々決勝】                            | 2006年12月2日  |
| ○    | ポール・スロウィンスキー   | 3R終了 判定3-0                                | K-1 WORLD GP 2006 IN OSAKA 開幕戦 【WORLD GP 1回戦】                               | 2006年9月30日  |
| ○    | 武蔵                       | 3R終了 判定3-0                                | K-1 REVENGE 2006 K-1 WORLD GP 2006 IN SAPPORO 〜アンディ・フグ七回忌追悼イベント〜 | 2006年7月30日  |
| ×    | セミー・シュルト           | 1R 0:48 KO（左膝蹴り）                        | K-1 WORLD GP 2005 IN TOKYO 決勝戦 【WORLD GP 決勝】                                | 2005年11月19日 |
| ○    | 武蔵                       | 2R 1:05 KO（左跳び膝蹴り）                    | K-1 WORLD GP 2005 IN TOKYO 決勝戦 【WORLD GP 準決勝】                              | 2005年11月19日 |
| ○    | ゲーリー・グッドリッジ     | 3R終了 判定3-0                                | K-1 WORLD GP 2005 IN TOKYO 決勝戦 【WORLD GP リザーブファイト】                    | 2005年11月19日 |
| ×    | セミー・シュルト           | 3R終了 判定0-3                                | K-1 WORLD GP 2005 IN OSAKA 開幕戦 【WORLD GP 1回戦】                               | 2005年9月23日  |
| ○    | ゲーリー・グッドリッジ     | 1R 2:40 KO（左ハイキック）                    | K-1 WORLD GP 2005 IN LAS VEGAS 【USA GP 決勝】                                     | 2005年4月30日  |
| ○    | カーター・ウィリアムス     | 2R 2:56 TKO（2ノックダウン：右膝蹴り）        | K-1 WORLD GP 2005 IN LAS VEGAS 【USA GP準決勝】                                    | 2005年4月30日  |
| ○    | デューウィー・クーパー     | 3R終了 判定3-0                                | K-1 WORLD GP 2005 IN LAS VEGAS 【USA GP 1回戦】                                    | 2005年4月30日  |
| ○    | シーク・コンゴ             | 2分4R終了 判定                                | 一撃 3.19 ICHIGEKI 【一撃キックルール】                                            | 2005年3月19日  |
| ×    | アーネスト・ホースト       | 3R終了 判定0-3                                | K-1 WORLD GP 2004 in TOKYO 開幕戦 【WORLD GP 1回戦】                               | 2004年9月25日  |
| ○    | TOA                        | 1R 1:49 KO（左ハイキック）                    | K-1 WORLD GP 2004 in SEOUL 【スーパーファイト】                                    | 2004年7月17日  |
| ○    | アリスター・オーフレイム   | 1R 2:13 KO（右アッパー）                      | 一撃 5.30 ICHIGEKI 【一撃キックルール】                                            | 2004年5月30日  |
| ○    | パヴェル・マイヤー         | 3R 2:27 KO（3ノックダウン：左ハイキック）     | 一撃 2.22 ICHIGEKI 【一撃キックルール】                                            | 2003年2月22日  |
| ×    | ピーター・アーツ           | 3R終了 判定0-3                                | K-1 WORLD GP 2002 開幕戦 【WORLD GP 1回戦】                                        | 2002年10月5日  |
| ×    | マーティン・ホルム         | 1R 2:20 KO（パンチ連打）                      | K-1 WORLD GP 2002 in 福岡                                                          | 2002年7月14日  |
| △    | 武蔵                       | 5R終了 判定0-0                                | K-1 WORLD GP 2002 in 名古屋                                                        | 2002年3月3日   |
| ×    | マイケル・マクドナルド     | 3R終了 判定0-3                                | K-1 WORLD GP 2001 in 福岡 【敗者復活トーナメント リザーブファイト】                | 2001年10月8日  |
| ○    | 中迫剛                     | 2R 0:57 KO（左ハイキック）                    | K-1 GLADIATORS 2001 〜新世紀 一撃伝説の幕開け〜                                    | 2001年3月17日  |
| ×    | ミルコ・クロコップ         | 3R終了 判定0-3                                | K-1 WORLD GP 2000 in 福岡 【GP予選トーナメント 1回戦】                             | 2000年10月9日  |
| ×    | トーマス・クチャゼウスキー | 1R 2:03 KO（2ノックダウン：右フック）         | K-1 WORLD GP 2000 北中南米地区予選 【北中南米地区予選 準決勝】                     | 2000年8月5日   |
| ○    | ジョージ・ランドルフ       | 1R 1:07 KO（左フック）                        | K-1 WORLD GP 2000 北中南米地区予選 【北中南米地区予選 1回戦】                      | 2000年8月5日   |
| ×    | アンディ・フグ             | 5R終了 判定0-3                                | K-1 THE MILLENNIUM                                                                 | 2000年4月23日  |
| ×    | 佐竹雅昭                   | 5R終了 判定0-2                                | K-1 GRAND PRIX '98 開幕戦 【GRAND PRIX 1回戦】                                     | 1998年9月27日  |
| ×    | マイク・ベルナルド         | 1R 1:42 TKO（3ノックダウン：右フック）        | K-1 DREAM '98                                                                      | 1998年7月18日  |

## 人物
- 腕には極真会館のロゴをモチーフにしたタトゥーを友人のTOKYO HIROに彫ってもらっている。そのデザインがユニフォームになっている。
- 相手の選手を挑発する事はなく、普段は真面目で大人しく、虫も殺せないような優しい性格の持ち主である。
- 家族をとても大切に思っており、現役引退の意向を示した理由も家族と過ごす時間を大切にしたいからと答えている。

## 得意技
ブラジリアンキック
日本の道場では「縦蹴り」「変速蹴り」と呼ばれる事が多い。独特の軌道を描く変則ハイキックであり、蹴り上げる軌道の途中で軸足を返す事で、蹴り脚の背足（足の甲）を相手の頭部に落下させる。丁度サッカーのドライブシュートのように相手の側頭部のガードを乗り越えて命中するため、防御対処が困難となる。したがって、技のプロセス、メカニズムとしては踵落としに似ているが、踵落としが「上げて、落とす」という2挙動を必要とするのに対し、ブラジリアンキックは連続した1挙動であるため、相手が受けの対処をとる時間が少ない。また、ミドルからハイに変化することで、相手を幻惑する効果もある。スピードと威力は勿論、演武のような華麗なフォームでも知られるグラウベの代名詞的な技である。身長212cmのK-1世界王者セミー・シュルトにもこの技をクリーンヒットさせてダウン寸前に追い込んだ事がある。ある程度の長身と柔軟な筋肉、下半身のバネの強さが必要とされる技であり、実戦で使用しコンビネーションに組み込むなどグラウベほどの使い手は非常に少ない。日本人で達人であったのはかつて関西神戸支部にいた堀池典久くらいである。また、グラウベは左右どちらの脚でも放つ事が可能。
ちなみにブラジルでの名称はクビゲリ（＝首蹴り。よく相手の首筋付近を狙って使用される事から）。
膝蹴り
K-1参戦当初から多用している得意技。その威力は「凶器」とさえ呼ばれ、一撃必殺と恐れられている。また、ここぞという時に見せる跳び膝蹴りの威力も抜群であり、2005年に武蔵をこの技でKOしたシーンが有名。
踵落とし
長身と長い脚を生かして相手の頭頂部を狙う。

## 主な獲得タイトル
- 第1回極真 パリワールドカップ地域別団体空手道選手権大会（南アメリカチーム） 準優勝＆MVP選手賞
- アメリカンズカップ空手道選手権大会 優勝（1997年）
- 全南米空手道選手権大会 優勝（1997年）
- 全ブラジル空手道選手権大会 優勝（1996年）
- 全ブラジル空手道選手権大会 優勝（1997年）
- 全世界ウェイト制空手道選手権大会 重量級 準優勝（1997年）
- 第6回 オープントーナメント極真 全世界空手道選手権大会 第8位（1997年）
- 第7回 オープントーナメント極真 全世界空手道選手権大会 第4位（1999年）
- 第8回 オープントーナメント極真 全世界空手道選手権大会 第4位（2003年）
- K-1 WORLD GP 2005 IN LAS VEGAS USA GP 優勝
- K-1 WORLD GP 2005 準優勝
- K-1 WORLD GP 2006 第3位